# Piłka Nożna (tygodnik)
Piłka Nożna – tygodnik sportowy poświęcony piłce nożnej, ukazujący się od 1 czerwca 1956 (wówczas jako miesięcznik), wydawany przez firmę Marka Profusa – „Profus Management”. Wydawca jest jednocześnie redaktorem naczelnym pisma.
Pierwotnie „Piłka Nożna” była miesięcznikiem Sekcji Piłki Nożnej GKKF (organu zastępującego Polski Związek Piłki Nożnej w okresie od 4 lutego 1951 do 9 grudnia 1956).
Z tygodnikiem (i miesięcznikiem „Piłka Nożna Plus”) związani byli m.in. Grzegorz Aleksandrowicz (redaktor naczelny w latach 1956–1970), Jerzy Lechowski (redaktor naczelny w latach 1971–1972, następnie z-ca redaktora naczelnego w latach 1973–1991), Stefan Grzegorczyk (redaktor naczelny w latach 1973–1992), Stefan Szczepłek, Paweł Zarzeczny, Paweł Smaczny, Zygmunt Lenkiewicz, Waldemar Lodziński (redaktor naczelny w latach 1992–2002), Roman Hurkowski, Józef Walawko, Grzegorz Stański, Antoni Piontek, Tomasz Wołek, Janusz Atlas, Adam Godlewski (były zastępca redaktora naczelnego do 2016 roku).
Obecnymi zastępcami redaktora naczelnego są Zbigniew Mucha oraz Przemysław Pawlak.
Obecnie w redakcji „Piłki Nożnej” pracują m.in. Zbigniew Mroziński, Leszek Orłowski, Tomasz Lipiński, Michał Czechowicz, Kamil Sulej oraz Konrad Witkowski.
Aktualnymi publicystami tygodnika są: Michał Zachodny, duet Mateusz Święcicki i Filip Kapica oraz Roman Kołtoń.